# 487年
| 千纪： | 1千纪                                                                                           |
| 世纪： | 4世纪 \| 5世纪 \| 6世纪                                                                         |
| 年代： | 450年代 \| 460年代 \| 470年代 \| 480年代 \| 490年代 \| 500年代 \| 510年代                       |
| 年份： | 482年 \| 483年 \| 484年 \| 485年 \| 486年 \| 487年 \| 488年 \| 489年 \| 490年 \| 491年 \| 492年 |
| 纪年： | 丁卯年（兔年）；北魏太和十一年；柔然太平三年；南朝齐永明五年                                    |

## 大事记
- 奧多亞塞從汪達爾人手裡收復了西西里島。

## 出生
- 慧可，俗名姬光，被尊為禪宗二祖。

## 逝世
- 高允，北魏文学家（出生于390年，97岁）
- 4月25日——顯宗天皇，日本第23代天皇）